# Obadich Márk
Obadich Márk (Újvidék, 1816. május 20. – Zirc, 1862. március 27.) ciszterci rendi szerzetes, pap és tanár.

## Élete
1836. szeptember 14-én lépett a rendbe. 1837-39 között gimnáziumi tanár volt Egerben, majd  1842. augusztus 14-én pappá szentelteték. 1842-1844 között Zircen volt hitszónok és apáti szertartó, majd ismét tanárként dolgozott: 1844-46 között Egerben, 1846-49 között Pécsett, 1849-61 között Székesfehérváron. 1861-től apáti szertartó lett Zircen.
Cikkei a székesfehérvári nagygimnázium Értesítőjében és Évkönyvében jelentek meg (1856. Az arányos vonaloknak gyakorlati tárgyalása és a távolságmérés néhány könnyebb eseteinek összeillő és hasonló háromszögek képzése általi föloldása, Abhandlung über die trigonometrischen Funktionen, 1861. Értekezés a háromszögtanról).